# Heteroneura
Os heteroneuros (Heteroneura) são um infraordem de lepidópteros da subordem Glossata que compreende mais de 99% de todas as borboletas diurnas e nocturnas (vulgarmente chamadas polillas). Caracteriza-se porque a disposição das nervaduras das asas anteriores é diferente à das asas posteriores. É o grupo fraterno da infraordem Exoporia.